# Barclay James Harvest
I Barclay James Harvest sono stati un gruppo rock britannico, conosciuti per la loro peculiare cifra stilistica nella scena progressive rock.

## Storia
La band formata da ottimi musicisti, è stata fondata a Saddleworth (Oldham), nel 1967 da John Lees (13 gennaio 1947, voce, chitarra) proveniente dalla band Keepers, Les Holroyd (12 marzo 1948, basso, chitarra, tastiera, voce) proveniente dalla band Wicked, Stuart "Woolly" Wolstenholme (15 aprile 1947, voce, mellotron, tastiera) anch'egli dei Keepers e Mel Pritchard (20 gennaio 1948, batteria, percussioni) sempre proveniente dai Wicked.
La grande preparazione musicale e le spiccate capacità vocali dei singoli musicisti della band e le atmosfere corali in cui si intrecciano le voci a servizio dei brani, saranno il marchio di fabbrica del gruppo.
Nel 1970 pubblicano il loro primo album dal suono progressive, ove veniva ampiamente usato il mellotron. Ma è con la pubblicazione dei tre successivi album che la band comincia a godere di una certa popolarità in Gran Bretagna. John Lees, il chitarrista, nel 1973 stampa il suo album solista con ospiti di fama internazionale quali Rod Argent ed Eric Stewart dei Ten CC.
L'anno successivo 1974 passano alla Polydor e il derivante album "Everyone is everybody else" pieno di melodia conferma l'ottimale stato compositivo della band. Stesso discorso nel 1975 con "Time honoured ghost" che conferma l'ottima vitalità creativa del gruppo.
Nel 1976 con l'album Octoberon i B.J.H ricevono forti consensi nell'Europa continentale in special modo in Germania.
Nel 1977 pubblicano l'album "Gone to earth" considerato tra i migliori album progressive di quell'anno contenente il brano "Hymn" composto dal chitarrista John Lees e che risulterà il brano più famoso della band, tutt'oggi un classico nei live del gruppo.
Nel 1978 pubblicano il loro 12º album, un altro capolavoro intitolato appunto "XII" che riscuote un grande successo di vendite.
Nel 1978 Woolly Wolstenholme ha lasciato la band per dedicarsi alla carriera solista pubblicando importanti album progressive e riscuotendo parecchi consensi e critiche positive. Rimasti in trio i BJH nel novembre del 1979 pubblicano l'album Eyes Of The Universe; nel 1981 sarà la volta di Turn Of The Tide, album che in Germania e Francia trova consensi di pubblico e critica. L'esibizione di Berlino del 31 agosto, a cui partecipano circa 175 000 spettatori, verrà poi immessa sul mercato con il nome A Concert For The People.
Nel 1988 si esibiranno in un altro memorabile concerto a Berlino davanti a oltre 240 000 spettatori come ringraziamento ai loro fan tedeschi per il successo decretato negli anni alla band. Di questo memorabile concerto ne fu pubblicato un DVD e un cd dal titolo "Glasnost".
I successivi due album sembrano evidenziare una certa crisi di creatività e i Barclay James Harvest si prendono un anno di riflessione. Usciranno altri album che tuttavia non riescono a riportare il gruppo in auge. L'ultimo disco ufficiale è River of Dreams del 1997. Successivamente John Lees e Woolly Wolstenholme hanno prodotto due dischi sotto il nome Barclay James Harvest through the Eyes of John Lees. Gli altri due membri Les Holroyd e Mel Pritchard hanno invece pubblicato un album come Barclay James Harvest featuring Les Holroyd. Nel 2004 il batterista Mel Pritchard è deceduto.
Il 13 dicembre 2010 Woolly Wolstenholme si è tolto la vita all'età di 63 anni.

## Formazione
- John Lees: voce, chitarra (1966-1997)
- Les Holroyd: basso, chitarra, tastiera, voce (1966-1997)
- Stuart "Woolly" Wolstenholme: voce, mellotron, tastiera (1966-1978) (deceduto nel 2010)
- Mel Pritchard: batteria (1966-1997) (deceduto nel 2004)

## Discografia

### Barclay James Harvest

#### Album studio
- 1970 - Barclay James Harvest (Harvest Records/EMI)
- 1971 - Once Again (Harvest Records/EMI)
- 1971 - Barclay James Harvest and Other Short Stories (Harvest Records/EMI)
- 1972 - Baby James Harvest (Harvest Records/EMI)
- 1974 - Everyone Is Everybody Else (Polydor Records)
- 1975 - Time Honoured Ghosts (Polydor Records)
- 1976 - Octoberon (Polydor Records)
- 1977 - Gone to Earth (Polydor Records)
- 1978 - XII (Polydor Records)
- 1979 - Eyes of the Universe (Polydor Records)
- 1981 - Turn of the Tide (Polydor Records)
- 1983 - Ring of Changes (Polydor Records)
- 1984 - Victims of Circumstance (Polydor Records)
- 1987 - Face to Face (Polydor Records)
- 1990 - Welcome to the Show (Polydor Records)
- 1993 - Caught in the Light (Polydor Records)
- 1997 - River of Dreams (Polydor Records)

#### Live
- 1974 - Live(Polydor Records)
- 1978 - Live Tapes(Polydor Records)
- 1982 - Berlin: A Concert for the People(Polydor Records)
- 1988 - Glasnost(Polydor Records)
- 2002 - BBC In Concert 1972 (Doppio CD)(Polydor Records)
- 2003 - BBC In Concert 1972 (Singolo CD)(Polydor Records)
- 2008 - After the Day: The Radio Broadcasts 1974-1976(Polydor Records)

#### Compilation
- 1972 - Early Morning Onwards(EMI)
- 1977 - The Best of Barclay James Harvest
- 1979 - The Best of Barclay James Harvest, Volume 2
- 1980 - Mockingbird/Best of
- 1981 - The Best of Barclay James Harvest, Volume 3
- 1985 - The Compact Story of BJH
- 1987 - Another Arable Parable
- 1990 - Alone We Fly
- 1991 - The Harvest Years
- 1992 - The Best of Barclay James Harvest
- 1993 - Sorcerers and Keepers
- 1996 - Endless Dream
- 1997 - The Best of Barclay James Harvest
- 1997 - Mocking Bird
- 1999 - Master Series
- 2000 - The Collection
- 2001 - Mockingbird
- 2001 - Mocking Bird - The Best of Barclay James Harvest
- 2005 - All is Safely Gathered In
- 2011 - Taking Some Time On: The Parlophone-Harvest Years (1968-73)(EMI)

### Barclay James Harvest Through The Eyes Of John Lees
- 1999 - Nexus
- 2000 - Revival - Through the Eyes of John Lees
- 2013 - North

### Barclay James Harvest featuring Les Holroyd
- 2002 - BJH featuring Les Holroyd - Revolution Days
- 2003 - Live in Bonn
- 2003 - Evolution Years - The Best of Barclay James Harvest featuring the songs of Les Holroyd
- 2006 - Classic Meets Rock double CD with Prague Philharmonic Orchestra
- 2006 - Classic Meets Rock DVD with Prague Philharmonic Orchestra